# Circle Chart
Circle Chart（韓語：써클 차트），前名Gaon Chart（韓語：가온 차트；又譯佳音排行榜與加翁排行榜）為韓國第一個由政府承認的唱片排行榜，由韓國音樂內容協會管理，韓國文化體育觀光部贊助。成立此排行榜的目的是希望建立一個像美國「告示牌榜單」和日本「Oricon公信榜」般，公信力甚高的全國官方排行榜，並宣揚其大眾音樂文化。Gaon Chart於2010年二月正式開始運作。

## 概要

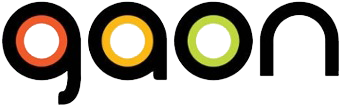
Gaon Chart標誌

2010年2月23日在首爾威斯汀朝鮮酒店舉行排行榜啟動儀式，並在儀式中舉行一個小型的頒獎禮。當中公佈少女時代奪得2010年1月最佳歌手獎、Super Junior奪得2009年最佳專輯獎、2AM的趙權和Brown Eyed Girls的GaIn的合作單曲《我們相愛了》奪得每週最佳手機鈴聲獎。
由2009年開始，Gaon Chart最初只結算每月單曲銷量，現在已擴展到結算每週單曲和專輯銷量，並於每個星期四公佈結果。
2011年2月，Gaon Chart公佈了2010年所有專輯的線上銷量，此外從2008年開始「韓國音樂產業協會」停止編制實體專輯銷量的數據，Gaon Chart自2008年後再次向大眾公佈所有專輯的實體專輯銷量。
2022年7月7日，Gaon Chart更名為Circle Chart，除原有榜單以外新增Global K-pop Chart以計算跨國平台數據，而Gaon Chart Music Awards亦會更名為Circle Chart Awards。

## 銷售認證
2018年4月，韓國音樂內容協會將會對專輯銷售量、音源使用量(下載、串流)施行「Gaon 認證制度」，在音樂作品的累積使用量或銷售量超過一定數字時，將會給予認證並發表結果，施行對象為2018年1月1日以後發行的音樂作品。

### 專輯
| 認證門檻        | 認證門檻 | 認證門檻 | 認證門檻       | 認證門檻  |
| 白金 (Platinum) | 2x 白金  | 3x 白金  | 百萬 (Million) | 2x 百萬   |
| --------------- | -------- | -------- | -------------- | --------- |
| 250,000         | 500,000  | 750,000  | 1,000,000      | 2,000,000 |

### 下載
| 認證門檻        | 認證門檻  | 認證門檻  | 認證門檻       |
| 白金 (Platinum) | 2x 白金   | 3x 白金   | 鑽石 (Diamond) |
| --------------- | --------- | --------- | -------------- |
| 2,500,000       | 5,000,000 | 7,500,000 | 10,000,000     |

### 串流
| 認證門檻        | 認證門檻    | 認證門檻    | 認證門檻      |
| 白金 (Platinum) | 2x 白金     | 3x 白金     | 十億(Billion) |
| --------------- | ----------- | ----------- | ------------- |
| 100,000,000     | 200,000,000 | 300,000,000 | 1,000,000,000 |

## 外部連結
- 官方网站（英文）